# Возраст любви
«Возраст любви» (исп. La edad del amor) — аргентинская музыкальная комедия Хулио Сарасени со знаменитой актрисой и певицей Лолитой Торрес в главной роли

## Сюжет
Много лет назад молодой аристократ Альберто собирался жениться на знаменитой певице Соледад, но его отец, которого так же зовут Альберто, расстроил свадьбу, считая мезальянсом брак адвоката и актрисы. 
Через двадцать с лишним лет их взрослые дети встретились и полюбили друг друга. Он — подающий надежды композитор Альберто Мендес Техада, она — талантливая певица Анна-Мария Росалес. Но в их романтические отношения теперь уже вмешивается сам Альберто.

## В ролях
- Лолита Торрес — Соледад Реалес / Анна-Мария Росалес
- Альберто Дальбес — Альберто Мендес Техада III, сын
- Флорен Дельбене — Альберто Мендес Техада II, отец
- Доминго Сапели — Альберто Мендес Техада I, дедушка
- Рамон Гарай — Мендиондо
- Марио Фаиг — Санпьетро
- Эрминия Мас — Мариана
- Хулиан Перес Авила — Педро
- Моренита Гале — Марта Биби
- Лина Бардо — Эльвира
- Луис Гарсиа Бош — Капуано
- Томас Алонсо
- Тельма Йордан
- Роберто Бордони
- Кармен Хименес

## Съёмочная группа
- Автор сценария: Абель Санта Крус
- Режиссёр: Хулио Сарасени
- Оператор: Анибаль Гонсалес Пас
- Композитор: Рамон Сарсосо
- Художник: Димас Гарридо
- Звукооператор: Марио Фесиа
- Балетмейстер: Эстебан Палос
- Гримёр: Мария Лассага
- Монтажёр: Хосе Серра

Оркестр казино «Севилья»,  Рондалья Усандисага (уличный оркестр) маэстро Гастона
Национальный театр Сервантеса, центр «Саламанка» и сообщество «Арагон» в Буэнос-Айресе

## Показ в СССР
Премьера в Москве состоялась 24 июля 1955 года. Общее количество зрителей, посмотревших фильм в кинотеатрах СССР составило 31,1 млн. человек.
Фильм дублирован на Московской киностудии имени М. Горького
- Режиссёр дубляжа: Юрий Васильчиков
- Звукооператор: Николай Писарев

Роли дублировали
- Соледад — Виктория Чаева
- Альберто-сын — Андрей Попов
- Альберто-отец — Алексей Консовский
- Альберто-дедушка — Николай Комиссаров
- Марта Биби — Елена Фадеева
- Мариана — Серафима Бирман
- Мендиондо — Рубен Симонов
- Санпьетро — Борис Иванов
- Педро — Константин Нассонов
- Капуано — Евгений Весник
- Эльвира — Надежда Румянцева
- Дикторский текст и стихи читает Зиновий Гердт

Дублированный вариант фильма, показанный в советских кинотеатрах, короче оригинального фильма на 14 минут. 
Полный вариант фильма гораздо позднее был показан по телевидению с закадровым озвучиванием, текст за кадром: Александр Леньков и Наталья Варлей.